# Ma’anshan
Ma’anshan (chiń. 馬鞍山市; chiń. upr. 马鞍山市; pinyin Mǎ’ānshān shì) – miasto o statusie prefektury miejskiej we wschodnich Chinach, w prowincji Anhui, port nad Jangcy. W 2010 roku liczba mieszkańców miasta wynosiła 555 686. Prefektura miejska w 1999 roku liczyła 1 197 369 mieszkańców. Ośrodek wydobycia i hutnictwa żelaza oraz przemysłu maszynowego i chemicznego.
Niedaleko miasta, w 1161,  stoczono bitwę pod Caishi.

## Podział administracyjny
Prefektura miejska Ma’anshan podzielona jest na:
- 3 dzielnice: Yushan, Huashan, Bowang,
- 3 powiaty: Dangtu, Hanshan, He.

## Miasta partnerskie
- Hamilton, Kanada
- Monterrey, Meksyk
- Arganda del Rey, Hiszpania
- Isesaki, Japonia
- Galesburg, Stany Zjednoczone
- Ch'angwŏn, Korea Południowa
- Kogarah, Australia